# Robert Benson (baron)
Robert Benson, 1. baron Bingley (ur. 1676, zm. 9 kwietnia 1731) – angielski arystokrata i polityk.
Benson był członkiem parlamentu z okręgu Thetford w hrabstwie Norfolk od 1702 do 1705 roku, potem posłem okręgu miasta York.
W roku 1711, zaprzysiężono go na członka Tajnej Rady (Privy Council) i został Kanclerzem izby Obrachunkowej (Chancellor of the Exchequer), który to urząd pełnił do roku 1713. W roku 1713 uszlachcono go jako barona Bingley i został brytyjskim ambasadorem w Hiszpanii
Benson założył Bramham Park w Londynie.
Tytuł Baron Bingley wygasł po jego, śmierci. Później ustanowiono go znów dla zięcia Bensona.